# Stylaria fossularis
Stylaria fossularis är en ringmaskart som beskrevs av Joseph Leidy 1852. Stylaria fossularis ingår i släktet Stylaria och familjen glattmaskar. Inga underarter finns listade i Catalogue of Life.